# Приморка (село)
Приморка — село, адміністративний центр Приморського сільського поселення Неклинівського районіу Ростовської області.
Населення — 3781 осіб (2010 рік).
Приморка є курортною місцевістю, у якій за радянської влади були побудовані бази відпочинку та піонертабори.

## Географія
Село Приморка розташоване над Таганрозькою затокою Азовського моря на схід від Таганрога. На південному заході села — Куряча коса.

### Вулиці
| - вул. Верхня, - вул. Дружби, - вул. Залізнична, - вул. Комінтерну, - вул. Червоноармійська, - вул. Леніна, - вул. Мала Садова, - вул. Молодіжна, - вул. Набережна, | - вул. Нижня, - вул. Нова 1-я, - вул. Нова 2-я, - вул. Садова, - вул. Північна, - вул. Радянська, - вул. Середня, - вул. Степова, - вул. Південна, | - пров. Береговій, - пров. Дачний, - пров. Західний, - пров. Виконкомівський, - пров. Курганний, - пров. Прогін, - пров. Сонячний, - пров. Шкільний, - пров. Ювілейний. |